# Акустика

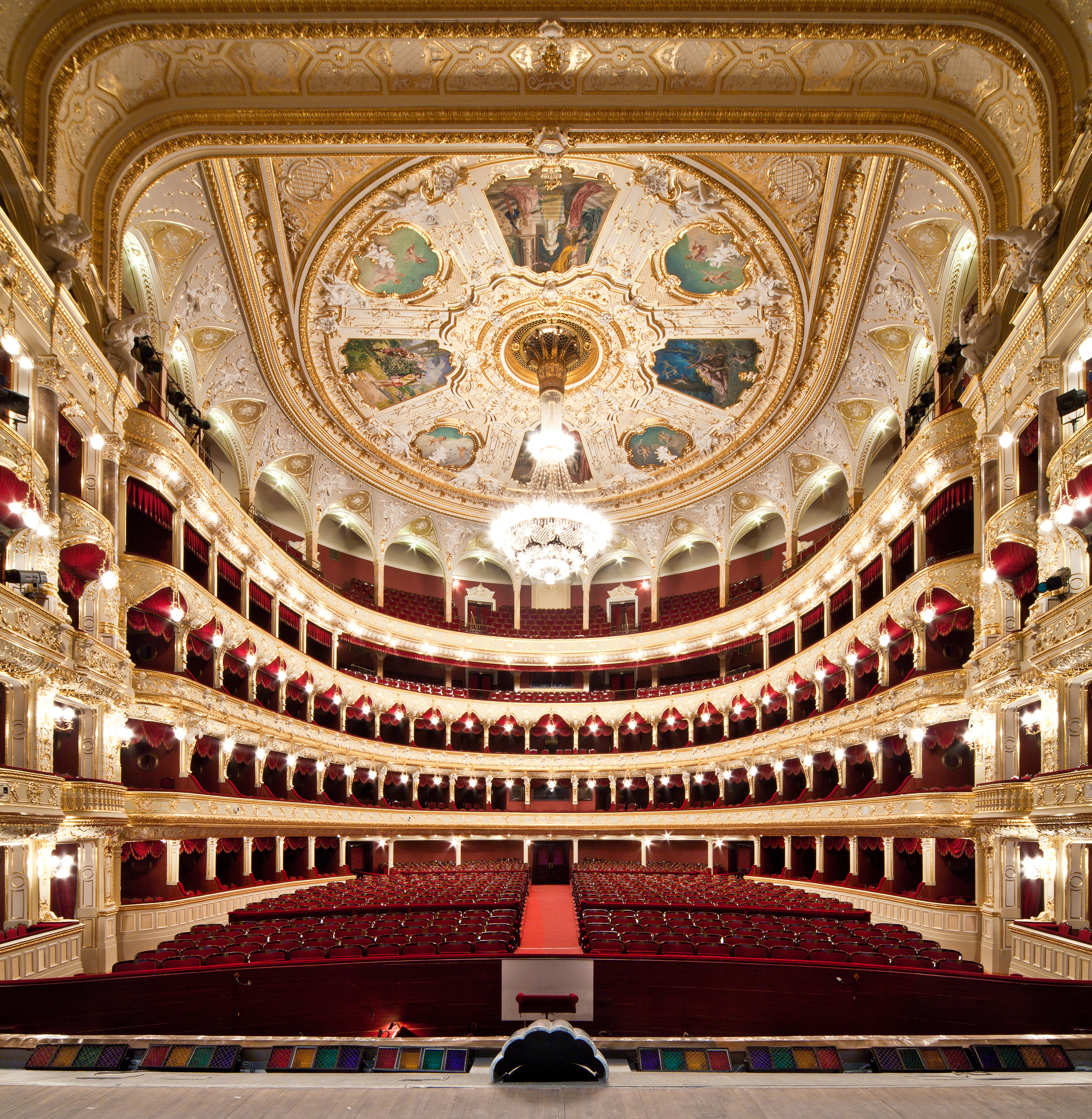
Одеська опера. Оркестрова яма використовується для кращого скерування в глядачеву залу звукового потоку.

Аку́стика (від грец. ακουστικός — чутний, такий, що сприймається на слух), у вузькому значенні слова — вчення про звук, тобто про пружні коливання та хвилі у газах, рідинах і твердих тілах, чутні людським вухом (частоти таких коливань належать діапазону від 16 Гц до 20 кГц); у широкому сенсі — галузь фізики, що досліджує властивості пружних коливань та хвиль від найнижчих частот (умовно, від 0 Гц) до гранично високих частот 1012 — 1013 Гц, їх взаємодії з речовиною і застосування одержаних знань для вирішення широкого кола інженерних проблем. Нині терміном акустика також часто характеризують систему звуковідтворювальної апаратури.

«Ліндсеївське колесо акустики», яке показує, як фізична акустика пов'язана з людською активністю.

Знання закономірностей генерації хвиль, їх поширення в різних середовищах, мають велике значення практично в усіх галузях людської діяльності. Для загальної характеристики ролі акустики в сучасному світі, дуже вдалим є створене відомим ученим-акустиком Брюсом Ліндсеєм (R. Bruce Lindcey) графічне зображення, знане як «ліндсеївське колесо акустики». У ньому виділено чотири галузі людської діяльності, в яких акустичні знання є важливими: науки про життя, науки про Землю, мистецтво, інженерія. Центральне місце в цій діаграмі посідають основоположні дослідження в акустиці, які об'єднано загальною назвою - фізична акустика.

## Коротка історична довідка
Змістовний аналіз історії формування акустики, як наукової дисципліни, представлено в багатьох роботах різних авторів. Відносно короткий, але глибокий опис історії становлення акустики, представлено у роботі відомого акустика Р. Б. Ліндсея (R. Bruce Lindsey). Формування акустики, як важливого розділу сучасної фізики, почалося задовго до початку писемної історії. Розуміння того, що звук виникає  під час биття предмету об предмет, та коливаннях різних тіл, є одним із найдавніших елементів у формуванні наукової картини світу. Важливим етапом у розвитку акустики, було виникнення музики. Деякі археологічні знахідки, вказують на виготовлення людиною музичного інструменту з кістки з боковими отворами, майже сорок тисяч років тому. Вважають, що перші наукові дослідження природи музичних звуків, було проведено грецьким філософом Піфагором у 6 столітті до нашої ери. Його дослідження пов'язано з вивченням звуків, що виникають під час коливання струн. Він встановив залежність між довжиною струни та частотою коливань. Дослідження коливань струн тривало у школі Піфагора і, визначені кількісні співвідношення між частотами приємних для слуху звуків, було внесено у загально філософські схеми гармонії у світі. Важливі спостереження відносно джерел музичних звуків, зафіксовано у Китаї. Майже за дві тисячі років до Нашої Ери тут було виготовлено систему джерел звуку, що відповідали поділу октави на дванадцять інтервалів. У цій монографії вказано на перші акустичні рекомендації під час будівництва житла, що містяться у Старому Заповіті.
Дослідження особливостей сприйняття музики слухачами, підштовхнуло пошук відповідей на певні питання, що стосувалися фізики звуку. Так, Аристотелю, належить досить чітке висловлювання відносно процесу поширення звуку, як передавання стану стиснення-розтягу від однієї частинки повітря до іншої. Йому належать також змістовні міркування, відносно природи людського голосу Однак, він же висловлював хибне твердження про те, що високочастотні звуки поширюються швидше, ніж низькочастотні.
Початок нашої ери характеризується досягненням розуміння таких акустичних явищ, як інтерференція, відбиття звуку, луна. На основі знання про ці явища формувалися рекомендації для будівництва античних театрів, відносно акустичних властивостей яких, зараз поширюється багато легенд. У наш час виконано детальний аналіз акустичних властивостей відкопаного археологами 1881 року театру в Епідаврі, що вміщав до 15 тисяч глядачів. Дослідження показали, що архітектура театру формувала певний акустичний фільтр, котрий перешкоджав поширенню низькочастотних складових звуку (основні компоненти стороннього шуму) і сприяв поширенню високочастотних складових. Зараз серед акустиків, можна почути думку, що така акустична знахідка була випадковою і, відтак,  повторювалася під час спорудження інших театрів. Наукові основи архітектурної акустики було створено лише на початку двадцятого століття.
Оцінка ролі піфагорійців у різних джерелах різниться і, часом, базується на міфах, а не дійсних свідоцтвах. Формування сучасних уявлень про особливості коливальних процесів, розпочалося роботами Галілея. Ним виконано значний обсяг досліджень з визначення зв'язку між фізичними та геометричними параметрами струн та характеристиками звуків, що виникають у разі їх коливання. Ним виявлено явище ізохронізму (незалежності періоду коливань маятника від амплітуди, хоча він помилково вважав, що це явище відбувається за будь-яких значеннях амплітуд. Ним також спостерігалося явище резонансу. Взагалі, кінець шістнадцятого та початок сімнадцятого століть знаменує період значного інтересу до питань коливання струн. Крім Галілея дослідження проводилися і іншими дослідниками, які інколи своїми публікаціями випереджали Галілея. Суттєві досягнення, стосовно визначення зв'язку між частотою та висотою тону, було отримано французьким вченим Ж. Совером. Саме він, ввів  1701 року у наукове використання, термін акустика Ним також було введено терміни: вузлові точки та гармонійні тони.
Як і стосовно інших розділів фізики, можна сказати що з оприлюдненням Ньютонівських«Начал», почалася нова ера у розвитку акустики. Дослідження проводилися на основі нових методологічних засад стосовно пошуку наукових результатів та їх обґрунтування.
Велике значення для подальшого розвитку математичних методів дослідження в акустиці, мала Дискусія про струну, в якій узяли участь Даніель Бернуллі, Жан Лерон д'Аламбер, Леонард Ейлер, Жозеф-Луї Лагранж. Предметом дискусії було два розв'язання хвильового рівняння для струни — розв'язання д'Аламбера у вигляді біжучих хвиль, та розв'язання Бернуллі, у вигляді суперпозиції стоячих хвиль. Ейлер заперечував можливість представити будь-яку функцію, у вигляді низки  тригонометричних функцій. Дискусію частково було пов'язано з тим, що її учасники на той час, не знали техніки обчислення коефіцієнтів розкладу. Обґрунтування розв'язання Бернуллі, було одержано лише Фур'є. Дискусія відіграла значну роль у розвитку методів розв'язання не лише завдань акустики, а розвитку математичної фізики у цілому.
Певним підсумком розвитку акустики у XVIII столітті, можна вважати появу першої монографії з акустики, автором якої був видатний експериментатор Ернст Хладні. Перше видання цієї книги стосується 1802 року. Багато з представлених у ній спостережень, знайшли наукове пояснення значно пізніше. Сама книга виглядає дещо специфічно. У ній немає жодної формули, без яких надалі в акустиці, уже неможливо обійтися. Використання математичного моделювання на основі точно визначених фізичних понять, стало потужним засобом одержання нових знань в акустиці завдяки працям Ейлера, Лагранжа, д'Аламбера і Д. Бернуллі. Підсумком процесу дужчого розвитку акустичних досліджень у XIX столітті, був друк (1877—1878 рр.) двотомного видання Теорія звуку лорда Релея. Цей твір існує у російськомовному перекладі і до сьогодні, є важливим джерелом знань для вивчення акустики (див. список літератури).
Активна дослідницька діяльність багатьох учених у XIX та XX століттях сформувала сучасну акустику, як науку, що охоплює широку гаму явищ, пов'язаних зі створенням, поширенням хвиль та взаємодією їх зі середовищем. В акустику прийшла диференціація, сформувалися окремі наукові та інженерні дисципліни. Історичні дослідження теж стали зосереджуватися на окремих дисциплінах. До того-ж, детальний історичний аналіз, часто породжує видання великого обсягу. Так, аналіз історії розвитку російської гідроакустики посів понад тисячу сторінок. Короткий аналіз історичних фактів у розвитку сучасної акустики за різними напрямками, міститься в акустичній енциклопедії

### Визначення швидкості звуку
Уявлення про скінченну величину швидкості звуку на основі спостереження за явищем луни та затримки появи звуку після пострілу гармати, сформувалося досить давно. Історія -ж визначення величини швидкості звуку у повітрі, є досить довгою та повчальною. Відносно визначення піонера у вимірюванні швидкості звуку, у літературі є певні розбіжності. Називаються прізвища Гасенді та Мерсенна. Обидва дослідники аналізували постріл гармати, фіксуючи інтервал часу після сполоху під час пострілу та часом приходу звуку. За даними Гассенді швидкість становила 478 м/c. Морен одержав дещо точнішу оцінку — 450 м/c. Порівняння спостережень за пострілами гармати і рушниці давали можливість Гассенді зробити висновок про незалежність швидкості звуку від частоти. Серію ретельно організованих дослідів з вимірювання швидкості звуку, було проведено у Флорентійській академії досліду (Академія дель -Чіменто) до 1660 року. Виміряна за звуком від гармати на відстані в одну милю швидкість звуку, дорівнює 1077 (1 метр дорівнює 3,07843… Паризьких футів). Одержана оцінка швидкості 350 м/c, залишалась еталоном для експериментаторів більше століття. Слід відзначити, що такі вимірювання не враховували зміну стану атмосфери (температуру, тиск, вологість, швидкість вітру). Вивчення впливу цих факторів почалося лише у XIX столітті.
Події з встановленням величини швидкості звуку, почали розвиватися цікаво після того, як І. Ньютон у своїх «Началах» (1687 р.), навів теоретично отримане значення швидкості звуку. Це стимулювало велику кількість додаткових експериментів. Інтрига полягала у тому, що наведена Ньютоном величина, була меншою від експериментальних даних на 20 %. У наступних виданнях своїх «Начал», Ньютон конструював складні моделі повітря, безуспішно намагаючись усунути різницю. Оцінюючи ситуацію Лагранж песимістично зауважив, що вірне визначення швидкості звуку не під силу тодішній науці. Після декількох спроб одержати коректну оцінку швидкості звуку, свою невдачу 1759 року визнав Л. Ейлер. Багато цікавих деталей стосовно історії визначення швидкості звуку приведено у статті-дослідженні. У заголовок статті винесено ім'я Лапласа, який 1827 року з'ясував причину розбіжностей та встановив коректне теоретичне значення швидкості звуку. Причина розбіжностей полягала у тому, що Ньютон вважав процес поширення звуку ізотермічним (температура частинок повітря залишається незмінною у разі поширення звукової хвилі). Однак насправді це не так. За підрахунками, наведеними у, для розмовних звуків, зміна температури частинок повітря, становить мільйонну частку градусу Цельсія. Але саме такі зміни зумовлюють вказану вище розбіжність між значеннями швидкості звуку. Цей приклад дуже повчальний — під час оцінювання відносного значення фізичної величини, (велика вона, чи мала), не можна покладатися на повсякденний досвід. Масштаб для такої оцінки слід знаходити у характеристиках досліджуваного процесу. Подальші етапи з оцінки швидкості звуку, можна знайти у роботі

## Основні математичні моделі акустики
Побудова математичних моделей для дослідження хвильових та коливальних процесів у газах, рідинах та твердих деформованих тілах, здійснюється за загальною, прийнятою у фізиці схемою. На першому етапі формується модель середовища, в якому заплановано вивчати акустичні процеси. Формується система параметрів, що змальовують стан цього модельного середовища. У термінах цих параметрів, записуються закони збереження (кількості руху, моменту кількості руху, енергії та інші). Ці співвідношення є важливою складовою математичної моделі процесу. Однак, у таких співвідношеннях кількість невідомих перевищує кількість рівнянь (формується незамкнена система). Щоб одержати замкнену систему, треба ввести додаткові співвідношення, що задають фізичні властивості середовища у вигляді певних зв'язків між параметрами, що змальовують стан системи. Це може бути, наприклад, співвідношення між густиною та тиском, яке використовується за моделювання рідини чи газу як ідеальна стислива рідина. Часто акустичне середовище можна моделювати як суцільне. Для такого випадку усі деталі процесу математичного моделювання, обговорюються у спеціальній літературі
Велику кількість завдань акустики, вдається вирішити використовуючи модель ідеальної стисливої рідини. У цьому разі, зміна стану середовища, в якому поширюється збурення, описується трьома фізичними величинами — тиском {\displaystyle p(x,y,z,t)}, вектором швидкості частинок середовища — {\displaystyle {\vec {v}}(x,y,z,t)} функцією {\displaystyle s(x,y,z,t)={\frac {\rho (x,y,z,t)-\rho _{0}}{\rho _{0}}}}, яка характеризує зміну густини середовища під час проходження хвилі. Тут {\displaystyle \rho _{0}} є початковою густиною незбуреного середовища. Другою фізичною характеристикою середовища є об'ємний модуль пружності {\displaystyle \chi }. Після введення цієї величини, можна записати рівняння стану для ідеальної рідини у вигляді {\displaystyle p=\chi s}. Це найпростіше рівняння, що пов'язує значення тиску та зміни густини середовища. Складніші залежності розглянуто в розділі нелінійна акустика.
Значення цієї характеристики {\displaystyle \chi } залежить від характеру процесу деформації. Тому у фізиці розрізняють модулі пружності для адіабатичного і ізотермічного процесів. Для повітря адіабатичний модуль у 1,4 рази більший, ніж ізотермічний. Детально, процедура одержання основного рівняння акустики ідеальної рідини, приведена в. Це рівняння називається хвильовим рівнянням і часто записується в одній із двох форм, або відносно функції потенціалу швидкості {\displaystyle \varphi (x,y,z,t)}, або відносно функції тиску {\displaystyle p(x,y,z,t)}. В інваріантній формі це рівняння має вигляд

| {\displaystyle \Delta \varphi ={\frac {1}{c^{2}}}{\frac {\partial ^{2}\varphi }{\partial t^{2}}}} | \| \| \| \| \| \| \| \| | (1) |
|                                                                                                   |                         |     |
|                                                                                                   |                         |     |
Тут {\displaystyle \Delta } — диференційний оператор, знаний як оператор Лапласа. Якщо відомо вираз для функції потенціалу {\displaystyle \varphi (x,y,z,t)} величини швидкості частинок середовища та тиску обчислюються за формулами {\displaystyle {\vec {v}}(x,y,z,t)=-grad\varphi ,p(x,y,z,t)=\rho _{0}{\frac {\partial \varphi }{\partial t}}}. У багатьох випадках, для вирішення прикладних завдань, використовують модель ідеальної неоднорідної рідини, коли незбурена густина та модуль об'ємної пружності, вважаються функціями координат. Саме таку модель потрібно використовувати задля вивчення акустичних явищ в океані; просторова зміна вказаних параметрів відіграє велику роль для  формування звукових полів.
Під час опису хвильових процесів у твердих деформованих тілах, часто використовується модель ідеального пружного тіла. У таких тілах у разі поширення збурень, виникають не лише деформації розтягу-стиску, як в ідеальній рідині, а й деформації зміни форми. Відповідно кажуть, що у пружному тілі можуть поширюватися поздовжні та поперечні хвилі. Таку назву пов'язано з тим, що у випадку пласкої хвилі, для хвиль першого типу, вектор швидкості частинок середовища, паралельний напрямку поширення хвилі, а для другого — перпендикулярний. Швидкості поширення цих двох типів хвиль суттєво різняться.
Фізичні властивості ідеально пружного тіла визначаються трьома величинами: густиною {\displaystyle \rho }, модулем пружності (модулем Юнга) {\displaystyle E}та коефіцієнтом Пуасона {\displaystyle \nu }. Часто замість модуля пружності та коефіцієнта Пуасона використовують дві інші величини — коефіцієнти Ляме {\displaystyle \lambda ,\mu }, що виражаються через модуль пружності і коефіцієнт Пуасона співвідношеннями {\displaystyle \lambda ={\frac {\nu E}{(1+\nu )(1-2\nu )}}} та {\displaystyle \mu ={\frac {E}{2(1+\nu )}}}.
Напружений стан пружного тіла характеризують тензором напружень. Деформації елементарного обсягу, описують тензором деформацій. Рівняння стану ідеально пружного тіла, задається законом Гука, яким встановлюється зв'язок між компонентами тензорів напружень та деформацій. З урахуванням цього закону, записуються співвідношення другого закону Ньютона для елементарного об'єму пружного тіла. З використанням диференційних операторів градієнта, ротора та дивергенції це співвідношення набуває вигляду

| {\displaystyle (\lambda +2\mu )graddiv{\vec {u}}-rotrot{\vec {u}}=\rho {\frac {\partial ^{2}{\vec {u}}}{\partial t^{2}}}} | \| \| \| \| \| \| \| \| | (2) |
| |                         |     |
| |                         |     |
Особливо важливу роль, у створенні джерел звуку у гідроакустичних приладах, пристроях неруйнівного контролю, різного роду акустичних сенсорах, в ультразвуковій техніці, відіграють матеріали, які проявляють п'єзоефект. З їх використанням, створюються пристрої, що перетворюють електричні коливання у механічні (зворотний п'єзоефект), або за механічних деформацій, генерують електричні заряди. Ці матеріали часто працюють у таких умовах, що можуть розглядатися як ідеально пружні. Однак рівняння стану таких матеріалів, зв'язують механічні напруження з деформаціями та характеристиками електричних полів і мають досить складний вигляд. Крім того, у таких матеріалах, механічні властивості залежать від напрямку деформації (анізотропія), що також ускладнює форму співвідношень у рівняннях стану. Повний опис рівнянь стану та приклади розв'язання завдань динамічного деформування елементів конструкцій із таких матеріалів, наведено у.

## Фізична акустика
Фізична акустика — це частина акустики, в якій ведуться дослідження взаємодії акустичних хвиль з твердими, рідкими та газоподібними середовищами на макро та мікро рівнях. У рамках фізичної акустики виділяються два види проблем. За формулюванням відповідних математичних моделей та цілей дослідження звукових полів, їх можна поділити на прямі й обернені задачі. У прямих завданнях вважають відомими, властивості речовини, в якій поширюються звукові збурення. Питання ставиться про вивчення впливу властивостей середовища (пружного тіла, газу, рідини, кристалічної решітки) на властивості хвиль. У задачах обернених, метою дослідження, є пошук інформації про внутрішні властивості середовища, в якому поширюється звук, за властивостями звуку, які вдається спостерігати.

## Основні розділи акустики
На вказаному вище «колесі акустики» Ліндсея приведено 10 основних напрямків наукової та інженерної активності в акустиці. Це «колесо» було створено 1964 року. Акустика, як розділ фізики, знаходиться у постійному розвитку. Відтоді в ній сформувалися нові напрямки, у рамках яких інтенсивно ведуться фундаментальні та прикладні дослідження, результати яких, є основою для створення дійсно революційних технологій. У цьому розділі наведемо короткі характеристики основних напрямків, що визначають обличчя сучасної акустики.

### Фізіологічна та психологічна акустика
У процесі сприйняття звуку людиною, можна виділити три етапи. Перш за все, 
енергія звукового сигналу, що досягає голови, має бути трансформована в енергію механічних коливань елементів вуха. Потім, механічні коливання мають бути перетворені у нервові імпульси, які вже може бути передано у мозок. І нарешті, переданий у мозок сигнал, аналізується центральною нервовою системою для оцінки одержаної інформації. Процеси, що відбуваються на перших двох етапах, визначаються фізіологічними (анатомічними) особливостями слухової системи людини і вивчаються у рамках фізіологічної акустики. Особливості сприйняття і аналізу нервових імпульсів мозку, є предметом досліджень у рамках психологічної акустики, або психоакустики. Для людини також важливою є проблема генерації складних звуків мови та співу. Розуміння особливостей генерації таких звуків визначаються будовою мовного апарату.  Тому фізіологічну акустику визначають як розділ акустики, що об'єднує дослідження особливостей сприйняття і відтворення звуків мовно-слуховим апаратом людини. Підсумки досліджень дають важливу інформацію, як для медиків, у разі аналізу дефектів слуху, так і для інженерів задля створення технічних засобів та умов комфортного сприйняття звуків людиною. До розділу фізіологічної акустики, відносять дані про граничні рівні інтенсивності хвильових збурень та їх частотний діапазон, за яких у людини виникають слухові відчуття.
Збурення у повітрі, що визначаються як звук, можуть характеризуватися дуже широким діапазоном частот та тисків. Однак, далеко не всі вони сприймаються людським вухом. На малюнку виділено ту область частот і тисків, у якій людське вухо сприймає звук. У цій області, також виділено менші області частот і тисків, характерних для мовного спілкування й співу (англ. voice) та музичних творів (англ. music). Слід мати на увазі, що побудова меж цієї області, є результатом усереднення вимірювання для багатьох людей. Для кожної конкретної людини, можуть спостерігатися відхилення у визначенні області сприйняття звукових подразнень.
Нижня межа області, визначає для кожної частоти значення тиску у звуковій хвилі, за якого виникає слухове відчуття. Ця крива визначає поріг чутності (англ. listening threshold). Збурення, параметри яких відносяться до області нижче від цієї кривої, людським вухом не чутні. Як видно найбільш чутливим для середньо статистичного вуха, є області частот, близько 3000 Гц. Що стосується частотного діапазону чутності, то  таким показником для середньо- статистичного вуха, є смуга від 20 Гц до 20000 Гц (20 кГц). Звуки з нижчою частотою (інфразвук) та з вищою — (ультразвук) не сприймаються людським вухом як звук.
Верхня межа виділеної області визначає, по суті, максимально можливі амплітуди коливань механічної системи людського вуха, які вона здатна перетворювати у відповідні нервові імпульси. Вищі значення амплітуд коливань уже викликають больові відчуття і тому ця крива, визначається як больовий поріг (англ. pain threshold). Вона значно менше змінюються з частотою, ніж крива порогу чутності.

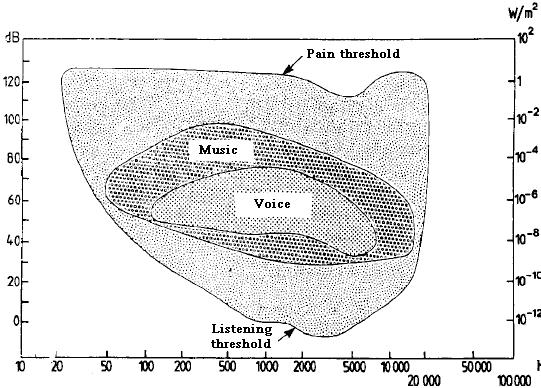
Область звуків на площині тиск-частота, що сприймаються людським вухом. Виділені області характерних звуків. вісь справа проградуйована відносно величини щільності потоку енергії в звукових хвилях з відповідним значенням величини тиску.

Процес сприйняття звуків людиною не є процесом чисто механічної реєстрації подразнень слухової системи. Значну роль у сприйнятті звуків, відіграє центральна нервова система. Дві подібні з фізичної точки зору послідовності звуків з різними частотними складовими сприймаються людиною по різному, з виділенням приємної (консонанс) і неприємної (дисонанс) послідовності. Величезне значення для сприйняття звуків людиною, має «акустичний» життєвий досвід, уподобання і рівень культури. З особливостями обробки в мозку акустичної інформації, пов'язано ефект маскування та розташування джерела звуку. Особливості сприйняття музичних тонів та музичних творів, у цілому, вивчаються у рамках музичної психології. Певні результати таких досліджень використовуються у методі музикотерапії.

### Електроакустика
Електроакустика — розділ акустики, котрий пов'язано з розробкою та створенням різних електричних пристроїв, що призначено для створення, реєстрації, сприйняття та зберігання звукової інформації. Перші електроакустичні прилади було створено в останній чверті XIX століття. 1976 року було створено електромагнітний телефон, а 1878 року— вугільний мікрофон. Надалі, з використанням таких фізичних явищ як електростатична та електромагнітна індукція, п'єзоефект, магнітострикція, термоелектричний ефект вдалося створити широку палітру приладів, що дозволяють перетворювати звукові коливання в електричні і навпаки, зберігаючи всі характеристики таких коливань. Створення таких пристроїв зумовлено не лише акустикою чутного частотного діапазону. Такі пристрої мають широке використання в гідроакустиці, системах неруйнівного контролю, в акустичних медичних приладах, де використовується дуже широкий діапазон частот. Важливим напрямком  сучасної електроакустики, є створення акустичних мініатюрних пристроїв в мобільних телефонах, програвачах та планшетних комп'ютерах.
По завершенню Другої світової війни, почався бурхливий розвиток електроакустики після появи технології магнітного запису звуку. Створення комп'ютера призвело до впровадження цифрових технологій у процеси запису та відтворення звуків, особливо музики. З'явився новий різновид музики —комп'ютерна музика. Електронна обробка музичних сигналів визначила появу електронної музики. Зараз любителі прослухування музики у домашніх умовах, живуть в атмосфері дуже поширеної реклами технічних засобів відтворення звуку. Існують чисельні пропозиції Hi-Fi та Hi-End техніки, яка має забезпечувати відтворення звуку до його реального звучання під час запису. Відносно ефективності затрат виробників і покупців такої апаратури, існують певні сумніви. Вони об'єктивно пов'язані з тим, що оцінку якості звуку не можна провести у відриві від урахування акустичних властивостей приміщення, в якому відбувається прослуховування. Якість звучання може залежати навіть від положення слухача у кімнаті чи залі.
Детальніше дивитися Електроакустика

### Гідроакустика
Терміном гідроакустика визначаються усі акустичні дослідження, пов'язані з вивченням особливостей генерування та поширення звуків у різних водоймах та практичне використання знань про ці особливості. Оскільки електромагнітні хвилі сильно затухають в солоній морській воді, акустичні хвилі є єдиним засобом дистанційного зондування у морях та океанах. Ця обставина зумовила інтенсивний розвиток такого напрямку, як акустична океанографія. З точки зору поширення звуку, океанічне середовище виявилося досить складним. Перш за все, у ньому спостерігається зміна у досить широких межах (просторових та часових) таких фізичних параметрів, як температура, тиск солоність, насиченість газами. Значний вплив на формування звукового фону в океані можуть робити живі організми. Все це впливає на характеристики звукових полів. Тому важливою складовою гідроакустики є така наукова дисципліна, як акустика океану.
Див. також Гідроакустика

### Медична акустика
Знання з різних розділів акустики, широко використовуються, як для 

Ультразвукове зображення плоду в утробі матері.

діагностичної мети, так і задля організації терапевтичних процедур. У цьому разі, використовуються звукові сигнали у широкому діапазоні частот. Значну увагу у медичній акустиці приділяється також вивченню дії на організм людини звуків та вібрацій різної інтенсивності.

### Архітектурна акустика
Не зважаючи на те, що історія акустики досить багата прикладами споруд (особливо культових храмів), відкритих театрів, які славляться чудовими умовами для сприйняття звуків людиною, формування наукової дисципліни, яка б давала обґрунтовані систематичні рекомендації для досягнення таких звукових якостей, відбулося лише на початку XX століття. Цей напрям в акустиці визначений як архітектурна акустика.
Якість сприймання звуку у приміщені, переважно, визначається такими чинниками як: розмір, форма, 
акустичні властивості поверхні, рівень стороннього шуму. Причому усі ці параметри вибираються залежно від того, яким є основне джерело звуку. Відомий випадок — Театр у Байройті, будівництво спеціального музичного театру для музики певного стилю композитора — Р. Вагнера. Зараз в архітектурній акустиці відпрацьовано технології, що забезпечують досягнення бажаних значень параметрів, які визначають акустичну якість приміщення відповідно до його призначення. Останнім часом, через широке розповсюдження домашніх кінотеатрів, та зростання якості акустичних систем, що доступні широкому загалу, в архітектурній акустиці сформувався особливий розділ — акустика квартирної кімнати. Аналіз особливостей підходу до вирішення акустичних проблем таких приміщень, наведено, наприклад, у. Значний історичний інтерес викликають питання акустики давніх культових споруд часів Київської Русі. Проведені оцінки акустичних характеристик Софії Київської та Кирилівської церкви, вказують на використання досягнень Візантійської культури під час будівництва  цих храмів .

### Музична акустика
Музична акустика є розділом акустики, у якому досліджується широке коло питань музики, фізики музичних інструментів та особливості сприйняття музики людиною. У цьому останньому аспекті, можна говорити про тісний зв'язок музичної та психологічної акустики, хоча в цьому разі, йдеться про сприйняття людиною особливого — музичного звуку. Особливості таких звуків визначаються тим, що музика— є мистецтвом організації вокальних, інструментальних звуків та їх комбінації для досягнення певних естетичних та емоційних ефектів у слухача. Постановка такої мети відкриває широкі можливості для суб'єктивних оцінок музичних творів. Зміст таких оцінок визначається культурною атмосферою, в якій виховувався слухач, рівнем його індивідуальної культури і властивому йому, слуховому сприйняттю. Незначна кількість людей від природи наділяється абсолютним слухом, натомість, значна кількість людей мають музичний слух,  а для деяких людей задля оцінювання слуху, використовують класичне «ведмідь на вухо наступив». 
Музична акустика формує широке поле міждисциплінарних досліджень для фахівців, що вивчають проблеми генерації музичних звуків, передавання таких звуків від джерела до слухача та сприйняття таких звуків слухачем. У дослідженнях з музичної акустики, беруть участь фахівці з різних дисциплін —фізики, музиканти, психологи, фізіологи, отоларингологи, інженери-електрики й інженери- механіки, архітектори. Особливе значення цього розділу акустики полягає у тому, що під час вивчення проблем музичної акустики, формується міст між наукою та мистецтвом.
Серед широкого кола проблем, що досліджуються у музичній акустиці, значну увагу приділяється вивченню фізичних процесів, котрі дозволяють випромінювати потрібні звуки різними музичними інструментами. Такі дослідження об'єднано у спеціальному розділі, що називається: фізика музичних інструментів. Одна із популярних тем цього розділу, наприклад, є тема: Чому звучить скрипка?. Відповідь на це питання, можна знайти у книзі. Опис акустичних властивостей багатьох музичних інструментів, надано в Інтернет-виданні.

У разі опису сприйняття звуків слухачем, використовують чотири характеристики: висота звуку,тембр,гучність, тривалість. Під час фізичного аналізу звуків, встановлюється зв'язок між цими якісними характеристиками звуків та характеристиками звуків, що використовуються в акустиці: частота, інтенсивність, спектр, часовий інтервал.
Значний обсяг інформації стосовно певних аспектів музичної акустики, приведено на сайті. Тут наведено тести для індивідуальної перевірки слуху.

### Екологічна акустика
Поява цього напрямку у сучасній акустиці, є прикладом змін у цій науці, що відповідають змінам умов існування людства. Сам по собі великий інтерес до проблем екології, тобто проблем взаємодії людини з навколишнім середовищем, є характерною ознакою сьогодення. Дослідження стосовно негативного впливу таких акустичних чинників, як шум і вібрації, ведуться в акустиці і у медицині досить давно. Однак, боротьба з негативними наслідками такого впливу, частіше за все, представлялася проблемою окремих професійних груп. Саме розуміння того, що проблема існування в «акустично забрудненому» світі стає загальнолюдською, сприяло появі такого напрямку в екології.  1993 року було створено таку міжнародну організацію, як Світовий Форум акустичної екології (англ. World Forum for Acoustic Ecology), який своєю метою визначив вивчення наукових, соціальних та культурних аспектів впливу природного та створеного людиною звукового середовища. З 2000 року регулярно видається Журнал акустичної екології (англ. The Journal of Acoustic Ecology)

### Біоакустика
Крім людини багато інших живих істот використовують звуки для спілкування та оцінки стану навколишнього середовища. Вивченням особливостей створення звуків живими істотами, сприйняття ними звуків, характерних особливостей використаних звуків, опікуються у такому розділі акустики, як біоакустика. Перші припущення про використання звукових сигналів у системі орієнтації кажанів, висловлювалися ще 1770 року. Однак, інструментальне підтвердження використання ними ультразвуку, було зроблено лише 1938 року. На початку п'ятдесятих років XX століття, почалося вивчення звуків дельфінів. Ці  дослідження вказали на використання ними звуків у діапазоні частот, вище сотні кілогерців. . Спостереження за живим світом, дозволяє зробити певні узагальнення, Можна узагальнити, що малі за розміром істоти, використовують високочастотні звуки, а великі -низькочастотні. Однак є і винятки — досить великі морські тварини -дельфіни користуються високочастотним ультразвуком. У цілому -ж, властивості використовуваного звуку визначаються механізмом його створення. І ці різні механізми вивчаються у біологічній акустиці.

### Аероакустика
Аероакустика це розділ акустики, в якому вивчають механізми виникнення та властивості звуків, що створюються потоком повітря, або збуреннями у повітрі, породженими рухом у ньому, різних об'єктів. Потік повітря здатен викликати звук у тому випадку, коли у ньому утворюються і взаємодіють певного виду збурення (турбулентні або вихорові утворення), здатні забезпечити передавання кінетичної енергії потоку, в енергію звукової хвилі. Процес такого передавання досить складний, оскільки рух частинок середовища у потоці і у хвилі - це два принципово різні рухи. В першому випадку, маємо перенесення маси, т. б. частинки суттєво зміщуються у просторі. У разі-ж поширення хвилі, відбувається лише перенесення стану — частинки середовища здійснюють лише коливання поблизу положення стійкої рівноваги.

### Ультразвук
Ультразвук визначають як звукові хвилі у газах, рідинах та твердих тілах, спектр яких, містить складові з частотами вище 20 кГц. Виділення досліджень звукових хвиль такого діапазону частот в окремий розділ акустики зумовлено, перш за все, надзвичайно широким використанням ультразвуку для вирішення технологічних завдань.

### Нелінійна акустика
Задля опису основних математичних моделей акустики ідеальної стисливої рідини, було представлено лінійне рівняння (1). Для одержання цього рівняння, було зроблено два принципові припущення. Перше з них, кінематичне припущення, базувалося на спостереженнях, що вказували на малість швидкостей руху точок середовища, порівняно зі швидкістю звуку (акустичне число Маха). Це дійсно так, оскільки навіть для інтенсивностей звуку, що відповідають больовому порогу слухової системи людини, число Маха дуже мале  порівняно з одиницею {\displaystyle M=0.0014}, тоді у рівняннях руху, можна було нехтувати певними малими складовими.
Друге зроблене припущення було пов'язане з лінійністю рівняння стану
{\displaystyle p=\chi s}
Для багатьох випадків таке припущення виявилося допустимим і у рамках фізично -лінійної моделі, одержано розв'язання величезної кількості завдань акустики. Однак, експериментальні дослідження показали, що за певних умов, спостерігаються розбіжності між експериментальними даними та результатами розрахунків. Часто ці розбіжності можна усунути, коли рівняння стану ідеальної рідини прийняти у вигляді
{\displaystyle p=As+{\frac {1}{2}}Bs^{2}}
Тут введено позначення, які традиційно використовуються у літературі з нелінійної акустики, а співвідношення між {\displaystyle A} i {\displaystyle B} визначають міру нелінійності акустичного середовища. Як приклад, можна вказати, що для двоатомних газів {\displaystyle B/A=0.4}, a для дистильованої води {\displaystyle B/a=5.0}. Значення цього співвідношення, важливе для обробки результатів ультразвукового зондування людських органів. Ці значення для різних речовин та тканин людських органів можна знайти в.
Як наслідок нелінійності, у хвильових рухах проявляються такі ефекти, як акустична левітація, радіаційний тиск, акустичні течії. З використанням нелінійних ефектів, створюються параметричні антени і приймачі у гідроакустиці. Під час ультразвукового дослідження внутрішніх органів, врахування нелінійності, дає можливість підвищити рівень контрастності акустичних зображень. Проявом ефекту нелінійності, є явища формування хвиль цунамі та руйнування хвиль у разі наближення до берега. З деталями математичного опису нелінійних ефектів можна познайомитися в.

### Геоакустика
Геоакустика-- розділ акустики, що пов'язаний з вивченням властивостей інфразвукових, звукових та ультразвукових хвиль у земній корі, гідросфері та атмосфері. Цей розділ акустики є складовою такої загальної дисципліни у науках про землю, як геофізика. Оскільки акустика атмосфери та акустика океану виділилися в окремі підрозділи, терміном геоакустика визначають лише область, пов'язану з вивченням хвиль у земній корі. Джерелом таких звуків можуть бути, як природні явища (землетруси, зсуви, виверження вулканів, падіння метеоритів та інше), так і спеціальні вібраційні пристрої і різного роду вибухи. В обох випадках визначення характеристик пружних хвиль у земній корі, викликає великий інтерес. Хвилі, що створюються землетрусами, несуть важливу інформацію про будову земної кори та деформаційні процеси, що у ній відбуваються на недоступних для безпосереднього спостереження глибинах. Саме ця обставина, дозволила свого часу ефективно фіксувати факти проведення підземних ядерних вибухів.

## Акустика в Україні
Перші дослідження, пов'язані з вивченням закономірностей поширення хвильових збурень, виконано в Україні професором Новоросійського університету (Одеса) Миколою Олексійовичем Умовим. У його дослідженнях значне місце посідала робота з визначення кількісних оцінок величини енергії, що переноситься хвильовим рухом. 1874 року він захистив докторську дисертацію на тему «Рівняння руху енергії у тілах». Він вивів вираз для векторної характеристики потоку енергії. Аналогічний вираз для електромагнітних хвиль запропонував Дж. Г. Пойнтинг (John Henry Poynting) на десять років пізніше. Зараз в англомовній літературі для вектора потоку енергії у хвильовому русі використовують назву «Вектор Пойнтинга». У російсько- й українськомовній літературі використовується термін «Вектор Умова-Пойнтинга».
У цьому ж Новоросійському університеті провадив дослідницьку роботу відомий фізик Мандельштам Леонід Ісаакович. Після закінчення Одеської гімназії він продовжив навчання у Німеччині. 1914 року повернувся в Одесу і був запрошений приват-доцентом в університет. 1918 року став професором новоствореного Одеського політехнічного інституту. З 1922 року працював у різних наукових та освітніх закладах  Російської федерації. Л. І. Мандельштам був багатогранним вченим і видатним педагогом. Його книга досі  є важливим джерелом знань для студентів-фізиків.
Значний вплив на розвиток досліджень з акустики в Одеському політехнічному інституті, мала діяльність професора Андрія Васильовича Кортнєва. Його робота в інституті почалася з 1948 року і була пов'язана з дослідженнями різних аспектів взаємодії потужного ультразвуку з окремими об'єктами. Надалі в університеті сформувався потужний колектив дослідників, які виконували значний обсяг досліджень на замовлення військово-морського флоту, спрямовані на створення засобів налаштування та контролю гідроакустичних станцій. Значний вплив на координацію та розвиток акустичних досліджень в Україні мав міжвідомчий збірник Акустика та ультразвукова техніка, редактором якого був А. В. Кортнєв. Він створив наукову школу акустиків в Одесі, яка плідно працює і зараз.
Початок досліджень з акустики у Києві пов'язаний з ім'ям видатного вченого Л. Д. Розенберга. Свою дослідницьку діяльність він розпочав у лабораторії на Київській кіностудії  1930 року. Його перша робота стосувалася проблем архітектурної акустики пов'язаної з записом та відтворенням звуків за наявності реверберації. Його заслугою є організація колективу акустиків у Києві та створення кафедри акустики у Київському інституті кіноінженерів 1936 року.  Київський період його діяльності тривав недовго — 1938 року він очолив науковий колектив, який мав забезпечити вирішення акустичних проблем під час будівництва унікальної споруди — «Дворца Совєтов» у Москві. І хоча проєкт не було реалізовано, робота над ним сприяла розвитку багатьох науково-технічних дисциплін, в тому числі і архітектурної акустики. Після від'їзду Л. Д.Розенберга до Москви створений ним колектив протягом 40 років очолював професор М. І. Карновський. Колектив плідно працював і продовжує працювати зараз як кафедра акустики Національного технічного університету (КПІ). Значною заслугою Л. Д. Розенберга є редагування російськомовного видання Фізичної акустики - першого з великої серії, що була започаткована англійською мовою у видавництві Academic Press.
Визначний внесок у становлення досліджень з акустики внесли роботи видатного вченого О. О. Харкевича, який з 1944 по 1952 рік працював в Україні, спочатку у Львівській політехніці, а відтак в Інституті фізики НАН України. Він також читав лекції на кафедрі акустики Київського політехнічного інституту. Саме у цей час він написав класичну роботу «Анализ и спектры», яка багато разів перевидавалася. 2009 року вийшло п'яте видання книги у серії книг з красномовною назвою «Классика инженерной мысли».
Для вирішення широкого кола завдань прикладної гідроакустики 1956 року у Києві було створено науково-технічний центр «Київський науково-дослідний інститут гідроприладів» . Для забезпечення центру кваліфікованими фахівцями у Київському політехнічному інституті було організовано підготовку гідроакустиків на кафедрі акустики під керівництвом професора М. І. Карновського. За роки діяльності в Інституті гідроприладів разом з низкою промислових підприємств було створено широку гаму акустичної техніки для військово-морського флоту СРСР та України.
Зараз дослідження у різних напрямках акустики проводяться у багатьох академічних інститутах та університетах України. На основі таких досліджень вирішуються важливі прикладні проблеми, включно з розробками медичних приладів, технологій неруйнівного контролю, аналізу властивостей нових матеріалів, оцінки тримальної здатності відповідальних конструкцій, забезпечення затишних умов у засобах транспорту тощо.